# Defence Force F.C.
El Defence Force Football Club es un equipo de fútbol del país caribeño de Trinidad y Tobago, tiene como sede el estadio Hasely Crawford en la ciudad de Puerto España, pero el club está asentado en Chaguaramas. Actualmente juega en la TT Premier Football League.

## Historia
El club tiene su origen en el año de 1962 cuando participó en la Port of Spain Football League con el nombre Regiment FC, pero sería hasta 1974 que se convertiría en un equipo profesional con la creación de la National League, el equipo fue creado para promover el deporte y el esparcimiento en las Fuerzas Armadas del país.
Con el paso del tiempo el Defence Force FC se ha convertido en el club más ganador de la historia del país, conquistando en 23 ocasiones la Liga de Fútbol de Trinidad y Tobago.
Ha sido el único equipo trinitario en ganar la Copa de Campeones de la Concacaf, esto en 2 ocasiones. En la Copa de Campeones de 1978 en la primera ronda de la Zona del Caribe, los defensores cayeron 1 gol por 0 contra con el Thomas United FC de Guyana, pero en la vuelta jugada una semana después, ganaron por un 3-2 y avanzaron a la siguiente ronda por la regla del gol de visitante. En la segunda ronda se toparía al S.V. Transvaal de Surinam, en el partido de ida jugado en el Estadio Surinam, hubo un empate de 1-1 y en la vuelta jugado 7 días más tarde en Puerto España, vencieron a los surinamés por un 3 a 1. En la tercera y última ronda de la zona, se enfrentaron al S.V. Voorwaarts también de Surinam, la ida jugada el 10 de septiembre en el estadio del visitante, el Defence Force ganó por un 2-1 y en el juego de vuelta volvieron a vencer pero por un 2-0. Con eso, lograron su clasificación a la final del torneo donde enfrentarían al C.S.D. Comunicaciones de Guatemala o a los Leones Negros de la Universidad de Guadalajara, ya que no pudieron llegar un acuerdo para la semifinal y gran final y debido a eso, los tres equipos fueron declarados campeones de la Concacaf. Y la última en el año de 1985 con Kenny Joseph como entrenador y la ganarían en la final por marcador global de 2-1 al CD Olimpia de Honduras.
Aún en la actualidad la plantilla de jugadores está conformado por elementos de las fuerzas especiales, el ejército y la oficiales de Trinidad y Tobago. Las últimas 3 temporadas no han sido muy productivas para el Defence, obteniendo un 5º lugar en 2004, 4º en 2005 y 7º en 2006.

## Resultados en competiciones internacionales
Copa de Campeones de la Concacaf: 11 apariciones
- 1977 - Primera ronda - derrotado por  Violette 0-4 en el resultado global.
- 1978 - Campeón - junto a  Comunicaciones y  Leones Negros de la UDG.
- 1981 - Primera ronda - derrotado por  Transvaal 0-1.
- 1982 - Tercera ronda - derrotado por  Robinhood 3-6 en el resultado global.
- 1983 - Primera ronda - derrotado por  Robinhood 3-3 (2-4 pen.) en el resultado global.
- 1985 - Campeón - derrotando al  Olimpia 2-1 en el resultado global.
- 1987 - Subcampeón - derrotado por  América 1-3 en definición por penales.
- 1988 - Subcampeón - derrotado por  Olimpia 0-4 en el resultado global.
- 1989 - Fase de grupos.
- 1991 - Tercera ronda - derrotado por  Police 2-3 en el resultado global.
- 2002 - Octavos de final - derrotado por  Pachuca 1-4 en el resultado global.

Copa Interamericana: 1 aparición
- 1986 - Subcampeón - derrotado por  Argentinos Juniors 0-1.

Campeonato de Clubes de la CFU: 1 aparición
- 2001 - Final - No la disputó contra  W Connection.

## Palmarés

### Torneos nacionales (34)
- Primera División de Trinidad y Tobago (25):
  - Liga de Puerto España (2): 1972, 1973
  - Liga Nacional (17) 1974, 1975, 1976, 1977, 1978, 1980, 1981, 1984, 1985, 1987, 1989, 1990, 1992, 1993, 1995, 1996, 1997
  - TT Pro League (4): 1999, 2010-11, 2012-13, 2019-20
  - TT Premier Football League (2): 2023, 2024-25

- Copa Trinidad y Tobago (6): 1974, 1981, 1985, 1989, 1991, 1996.
- Copa de la Liga de Trinidad y Tobago (3): 2002, 2009, 2016.

### Torneos internacionales (2)
- Copa de Campeones de la Concacaf (2): 1978, 1985.
- Subcampeón de la Copa de Campeones de la Concacaf: 1987, 1988.
- Subcampeón de la Copa Interamericana: 1986.